# 对于六四事件的反应
六四事件中的民主运动人士被中国共产党镇压后，该事件被西方媒体广泛报导。中华人民共和国政府受到了西方各國的政府和媒体的严厉谴责，其中批评来自欧洲、北美、澳洲、东亚和一些拉丁美洲国家。外交上，西方国家與中华人民共和国決裂，有些甚至考慮過與中華民國進行復交的行動。
眾多國家當中，與中华人民共和国政治制度及立場相近的朝鲜民主主义人民共和国、古巴、德意志民主共和国、阿尔巴尼亚和巴基斯坦等其他一些发展中国家的政府支持或同情中華人民共和國政府以武力進行鎮壓的行動；部分國家基于與中华人民共和国的關系，對本次事件持觀望態度並保留立場，但都一致認為流血收場實屬殘忍。欧美國家则普遍譴責此次事件，並對中华人民共和国政府實施各方面的制裁，中斷各自與中华人民共和国的外交往来，但之后又逐渐恢复。只有伯利兹等少数国家彻底断绝与中华人民共和国的外交关系并与中华民国建交（除伯利兹尚未复交以外，其余断交的国家后来均恢复了外交关系）。
當時在歐美、中東和亞洲的大批中国留學生都參與了許多城市的抗議活動，反對中华人民共和国政府的軍事鎮壓手段。

## 中華人民共和國
1989年的六四事件过后，中国政府加大了对该事件相关信息流通的限制甚至完全封锁其传播，时至今日，除了一篇当局的简短通稿，受中国政府管制的网站上基本搜索不到该事件的内容，相关书籍、杂志等也被禁阅。进入2000年后，由中国经济高速发展，带来民众生活水平的普遍提高。并使中国成为继美国之后的全球第二大经济体，以及军事强国。国家实力的提升，使得对中国大陆民众因经济差距“投向西方的怀抱”的担忧被销解:26，中国政府和社会主义制度的合法性得以稳固。在此背景下，到2010年代时，中国社会对六四事件持否定态度的舆论观点亦有普遍的支持，抑或轻蔑的称之为“胡闹”。政府暴力镇压、结束运动的方式获得认可。2019年香港反送中运动相关报道中，六四清场时，政府使用坦克清场的方式甚至被认为是暴力镇压最为有效的手段。

### 事件期间
當時的學運除了在北京爆發外，全國各地也有不少示威。各地方政府态度不一，有打擊、有支持、也有沉默。当时中国媒体报道非常热烈，不少媒體予以支持；人民日报、新华社等記者甚至加入游行，一些报纸因而被查封。隨著六四武力清场，各地學運戛然而止。
北京，6月4日清晨中国国际广播电台英语新闻中报道解放军开枪射击学生和市民的新闻，并呼吁听众谴责武力镇压行动。为此写稿人吴晓镛系被捕入狱近一年半，出狱后失业。当日的英语播音员陈原能事后亦遭到处分，被调离一线播音岗位。
此外，在6月4日至6月5日的中国中央电视台《新闻联播》节目中，播音员杜宪、张宏民及薛飞、李瑞英以沉重、有气无力的神态进行播报。事后，杜宪和薛飞被调离该节目，而李瑞英、张宏民等人却明哲保身地接受检查。广播电视部副部长谢文清因“支持動亂”、帶領中央電視台等部門工作人員示威遊行被撤職。
以上海為例。自6月4日清晨起，復旦、同濟、交大和華東師大等學生上街遊行，並在全市42個地段設路障攔截軍车；市政府在電視電台警告學生“不要以為政府軟弱可欺”。翌日，3萬多名學生上街堵塞122個交通道口，市區交通全部中斷，郊區企業不足三分之一人上班。
這段期間，上海市人民政府與學生反覆地設路障、清路障。 其中，6月6日晚上有六人在上海光新路道口攔截火車時被撞死，現場聚集3萬民眾。當時幾天民眾嘗試攔截火車，意欲攔下火車上去北京實質支援被武力鎮壓的北京學潮。光新路道口是京滬鐵路的必經道口，而事件發生前數天都沒有火車通過光新路道口；政府在現場派遣大量公安、消防幹警和武警維持秩序，並另有極多便衣混跡於民眾中。撞人火車司機被民眾指稱明知道口有大量民眾攔截，卻完全不作減速通過而惡意撞死攔截火車民眾。火車停下後該火車司機被拖下車毆打，試圖阻止的公安幹警同樣遭受攻擊。同時有民眾焚燒火車部分車廂並阻擾消防車救火，被燒火車為一列空車。 7日，同濟大學、華東師範大學、上海工業大學等校有學生在學校禮堂、教學樓設置靈堂，上海傳出戒嚴消息。
上海用電量由6月3日的6,653萬度電降至6月7日的6,128萬度，二輕、冶金、紡織、儀表、船舶、航空、電氣等行業的997企業的職工缺勤遲到率為34.38%，12家企業全部停產，23家部分停工。6月8日，時任上海市長的朱镕基發表電視講話，強調「上海不能亂」，並澄清絕不在上海戒嚴，他說：「很多同志要求我們動用武裝警察，甚至動用軍隊。我作為市長，在此鄭重聲明：市委、市政府從來沒有考慮過要使用軍隊，從來沒有打算實行『軍管』或『戒嚴』」，提出『穩定上海、穩定大局，堅持生產、保障生活』。9日，上海發動工人清除路障，同時6,000名學生在人民廣場舉行追悼會。參加者臂戴黑紗、抬著花圈、舉著校旗，有秩序地進入廣場；廣場不斷播出「北京慘案真相」。但隨著公安部門大舉緝捕學生，各地示威陸續終止。
- 上海《世界經濟導報》在胡耀邦死后第4天（4月19日）召開編務會，認為悼詞應該帶有實質性內容而不是一般的哀悼。4月20日，上海市委宣傳部得知《世界經濟導報》將開辟專欄悼念前總書記胡耀邦，市委宣傳部長陳至立隨即告知市委書記江澤民。由于内容敏感，曾慶紅与欽本立討論第439期《導報》清樣問題時，要欽本立刪節500字，主要是严家其、戴晴等人的發言。當江澤民和汪道涵硬壓軟勸要欽本立同意刪節時，卻發現十几万份報紙都已印好；400份已批發給報攤，還有大批報紙已送往北京。最后雖然追回兩万份，但報紙的發行已經造成影響。4月26日《人民日報》發表社論《必須旗幟鮮明地反對動亂》后，江澤民召開市委書記緊急會議。同日，在有一万四千名党員參加的大型集會上，江澤民宣布停止欽本立的領導職務，整頓《導報》。4月27日，江澤民派劉吉、陳至立負責的「上海市委整頓領導小組」進駐《導報》。上海有很多学生参加了罢课。 [來源請求]

- 南京大批高校学生到市中心鼓楼广场、新街口广场游行。南京师范大学附属中学校长在6月2号在全校大会上，发表公开信，聲援北京学生。该校学生也去鼓楼广场参加了游行。同时，有些高校生曾到主要路口阻拦交通，公共汽车服务一度中断。[12]

- 6月4日清晨，成都武警在天府广场清场、驅趕靜坐學生，有人死伤。整个白天，大批军警与数万市民在市中心对峙，发生暴力冲突。市民向军警扔石，军警释放催泪弹，並多次開枪示警。當時人民日報指，军警入夜撤离後，有人打砸店铺、搶劫人民商场及縱火，木结构的商场老建筑被焚毁，還波及附近民居，鄰近的人民电影院也被焚毁；前往救火的消防队被襲擊，消防车被烧毁。[12][15]

- 西安发生焚烧汽车等情况。[12]

- 长沙发生打砸抢事件。黄兴路一带的很多私营商户被哄抢一空。[12]

- 廣州連日進行的和平示威在接到北京的消息後演變為騷亂。政府出動軍警鎮壓遊行民眾，並發生大規模衝突，民間協助大批民運參與者從水路外逃。[12]

### 后续
1989年后中国政治相对稳定、经济快速发展，中国的经济水平以及人民生活水平从1990年至2012年产生了阶梯式增长；根据世界银行的数据，已经有6.63亿的中国公民脱离了贫困线。中国政府的合法性和正当性得到提升。与1988年出版、代表对中国和中华文明全面批判和全盘否定的《河殇》等書籍不同，1990年代后出版的《中国可以说不》、《中国不高兴》等讚揚中國的书籍成为中国民族主义崛起的标志。有研究者指出，进入21世纪后，中国社会已自主完成民族主义认知的构建。
2010年皮尤研究中心的调查认为中国政府的受信任度和合法性很高，从2007年的83%增加到2010年的87%。研究还指出，有87%的中国人满意他们的政府，74%的中国人认为他们的政府正走在一条正确的道路上。
进入2010年代後，中国大陆舆论中出現对六四事件持否定态度的观点。有作者指出，在中国大陆对六四事件持否定观点的人群中，甚至有当年事件中的民主派人士。这与2000年代诸多国家发生西方国家支持的“颜色革命”后陷入政局长期动荡的情况有关，更是出于中国时局动荡、国家分裂这一假设的担忧。
2019年4月，时值六四事件三十周年之际。国际广告公司“上奇广告”巴西分公司“F/Nazca Saatchi & Saatchi”在Youtube发布与六四事件相关的宣传广告《徠卡：獵手》，内容涉及六四事件标志“坦克人”。广告片发布后，被认是广告片委托人的徕卡相机在以中国大陆网友为主体的社交平台上受到立场截然相反的两方评价。一方表达支持和对六四事件悼念；另一方则是批评和攻击徕卡相机，视广告片为徕卡相机对中国的“吃里扒外”和政治攻击，认为徕卡相机是“螳臂挡车”、不自量力。6月香港反送中运动爆发，中国大陆舆论与香港严重对立。而在中国大陆民众呼吁中央政府直接以武力镇压结束的呼声中，即有人提议使用六四清场方式，出动坦克驱离，直接结束运动。
步入2020年代后，伴随着社会矛盾加剧、经济下行与互联网言论审查的进一步收紧，中国民众对六四事件的看法亦出现反复。2019冠状病毒病疫情爆发后，中国实施了严格的封控与清零政策，初期一度有效控制疫情；但随着病毒变异株毒性减弱、传播力增强，封控措施引发了广泛的经济冲击与民生问题，民众对中国政府的不满情绪与日俱增。2022年11月末，白纸运动爆发，被部分媒体和学者视为自1989年以来中国大陆规模最大的一次民众抗议行动。在上海乌鲁木齐中路的抗议中，即出现了呼喊「六四精神」「平反六四」等政治口号的现象。而在27日的北京亮马桥抗议中，一名BBC记者采访两位民众为何要参与运动，后者用英语回答道：“It's my duty.”（这是我的职责）“It's our duty.”（这是我们的职责）有媒体认为这一幕重现了六四事件：当年有学生面对采访回答了同一句话。这些现象反映了部分民众在社会压力加大背景下重新关注并呼应六四事件的历史意义。
2023年10月24日，加拿大籍华裔历史学者何晓清、香港中文大学历史系副教授何晓清签证延期请求被拒，特首李家超于10月31日表示，“入境處根據既定程序處理，包括考慮是否構成保安風險”。

## 世界各国

### 亞洲國家及地區
- 中華民國：李登輝於6月4日當晚發表聲明：「中共所採取毫無人性的做法，必將受到歷史的裁判，為抗議中共以武力鎮壓民主運動，登輝要以最沉痛的心情，代表中華民國政府和人民，呼籲全世界所有愛好自由，重視人權的國家與人士，對中共暴行給予最嚴厲的譴責，對大陸同胞給予一切可能的支援，並與中共作徹底的決裂。」國防部於當日下令「停休返防，全體國軍官兵迅速進入備戰部署。」[29]。

行政院為支援民主運動也公佈了四項特別措施，其中包括：對放棄大陸護照（即中華人民共和國護照）的在外國的留學生和學者發放中華民國護照；向這些留學生和學者提供學費和生活補助。時任行政院院長李煥與時任中國國民黨秘書長宋楚瑜、立委李勝峰、中國人權協會杭立武等人，在1989年6月7日於台北國父紀念館前獻上悼念。
在野民主進步黨的林義雄等人：發起300個小時的絕食活動，支持中國大陸學生民主運動，並為該黨在當年度的選舉造勢。
来自台湾四家唱片公司（飞碟、滚石、可登、宝丽金）的一百多位歌手录制了歌曲《歷史的傷口》。
- 英屬香港：在北京宣佈戒嚴的第2日（1989年5月21日），立場親中共的文匯報以開天窗形式發表社論，刊登了“痛心疾首”四字，對香港社會產生巨大衝擊。 《文匯報》總編輯金堯如於事件後移民美國，退出中國共產黨。他堅決反對六四事件中的镇压行为，並多次演講，投入寫作的戰鬥生涯。金堯如於2004年1月18日在加州病逝時，八九民運學生領袖王丹等人發表唁電指出，他是因為六四事件天安門鎮壓而脫離中共陣營的。

大批香港人參與多場大遊行，並且在維多利亞公園舉行燭光晚會。1989年6月4日下午，20万香港市民参加由支聯會于跑馬地举行的「黑色大靜坐」及遊行，途中人数提升至近百万。6月5日清晨，中國銀行香港分行及屬下分行出現成立以來最大規模的挤兑，一日內被提走50億港元。支聯會原訂8日舉行全港罷工、罷課和罷市，但6日當晚旺角鬧市出現混亂；教育署宣佈7日全港學校停課一天，同時行政局照會支聯會主席司徒華，取消罷工、罷課和罷市活動。港督衛奕信爵士形容流血事件是慘劇，感到震驚及悲哀。他同時認為，這個悲傷的時刻值得香港人反省。
香港民主派領袖、支聯會主席司徒華與李柱銘因不滿中共血腥鎮壓民運而以「不為一個盡失人心的政府做事」為由一起退出香港基本法起草委員會，查良鏞、鄺廣傑亦退出草委。香港民主派至此與中共決裂。
- 葡屬澳門：澳門總督文禮治發表聲明：「這刻我認為適宜發表的談話是：使用武力對付手無寸鐵的群眾是不可以接受的」。 6月5日，中國銀行澳門分行及屬下銀行出現首次挤兑，當天被提走3.3億港元。6月17日文礼治在回葡萄牙述职时称，中葡联合声明不会受到中国局势的影响，因为联合声明对两个国家具有约束力，不管中国或葡国发生什么情况，联合声明始终是对国家而非对个人具有约束力的文件。[36]
- ：6月6日，朝鮮中央通訊社表示：“支持中华人民共和国政府镇压暴乱”。6月11日和22日，《劳动新闻》发表文章谴责美国干涉别国内政。[37][38]8月11日朝鲜劳动党中央委员、党中央国际部长金容淳表示，朝鲜劳动党和政府坚决支持中国党和政府为制止动乱和平息暴乱所采取的措施。8月23日朝鲜劳动党中央政治局候补委员、政务院副总理郑浚基今天说，朝鲜认为中国平息在北京发生的反革命暴乱是革命的、果断的、正确的行动，并表示朝鲜坚决反对西方一些国家借中国平息反革命暴乱之机掀起反华浪潮。[39]8月30日朝鲜劳动党中央政治局委员、党中央书记许锬高度评价了中国坚决平息反革命暴乱的行动。[40]9月24日朝鲜劳动党中央总书记、国家主席金日成表示，中华人民共和国的成立是中国共产主义者同人民一道，经过长期浴血奋战，换来的革命果实。一些帝国主义者企图利用各种手段颠覆中华人民共和国，但中国共产党采取了果断措施，恢复了社会秩序，迎来了建国40周年大庆。[41]《劳动新闻》10月1日发表题为《中国人民胜利前进的四十年》的社论说，在胜利平息反革命暴乱后，中国人民在中国共产党的领导下，坚持四项基本原则，进一步实行改革开放和贯彻党的十三届四中全会精神。朝鲜人民衷心祝愿中国人民在社会主义现代化建设中取得更大的成就。[42]10月6日朝鲜政务院副总理兼外交部长金永南在谈到中国平息反革命暴乱一事时说，这一事件又一次有力地证明，任何力量都阻挡不了共产党领导的中国人民高举社会主义旗帜胜利前进的步伐。[43]10月13日朝鲜政务院总理延亨默强调，中国平息反革命暴乱充分显示了中国共产党的威力和生命力。[44]
- ：当时韩国与中华民国保持外交关系。6月5日，大韓民國外務部表示「事件表示關注」，並希望「局勢不致進一步惡化而能和平解決」[45]。6月19日外务部长官崔浩中（朝鲜语：최호중）说，尽管目前中华人民共和国政局动荡，但是中华人民共和国寻求朝鲜半岛局势稳定的基本政策仍然不变；由于邓小平和其他强硬派仍然掌权，预料中华人民共和国政局将迅速稳定下来。崔浩中还表示，他认为中华人民共和国将继续扩大同韩国的经济和其他非政治性的接触；虽然韩国和中华人民共和国没有外交关系，但是它们在扩大航空、航运、旅游、渔业和合资企业等方面的接触取得成功之后，正在谈判互派贸易官员问题。[46]同时韩国中断了同中华人民共和国的建交谈判达一年之久，直到1992年8月24日才建交。
- 日本：6月5日，內閣總理大臣宇野宗佑在總理大臣官邸說：「我對戒嚴部隊在北京天安門廣場進行武力鎮壓造成重大傷亡一事不勝憂慮。期望局勢能平穩下來。」並從六日起指示三和銀行、大和銀行、住友銀行、日本生命保險公司、松下電器公司、西武百貨、三越公司等駐北京、上海、西安等地的辦事處人員回國，當天共1163人回國。6日，日本銀行協會聯合會宣布凍結給中國的兩筆貸款，數額為1.45億美元。同日，在野黨派社會黨、公明黨、民社黨發表譴責聲明，7日，首相宇野指政府不能把槍口對準國民，並召見中國大使，轉達政府的嚴厲見解。下午，外務省指「中國政府行為從人道上來說是不能允許的。」同日，中國戒嚴部隊因向外交人員公寓開槍，3名日本使館人員住宅遭槍擊，外務省提出強烈抗議，當天有1774日人離京，同日官房長建議在北京的日本人避難，並實施兩項政策：「一、通過紅十字會提供藥品等緊急援助；二、延長在日中國留學生的簽證」。8日，通產省宣佈把中國劃為特殊國家，每宗貨物均需要取得批准方能出口。20日，日本政府宣佈凍結向中國提供的57億美元貸款，這個行動「等於暫停對中國的一切援助」。自同年9月11日起，日本外务省决定正式解除对日本游客和公司职员的访华限制。[47]根據日本外務省在2020年12月23日公開的1989年前後外交文件[48]，日本政府在6月4日當天決定對中國和睦，並反對西方對中國制裁[49]。1989年7月日本第15届日本参议院议员通常选举中，日本共产党因此事导致形象下降，为此日本共产党在当天发表声明，批评中国损害社会主义民主。[50]
- 新加坡：新加坡政府對中國事態表達了譴責：在這次事件裡，應該珍惜所有知識分子的生命。总理李光耀在内阁会议上发言，表示其对中国政府的举措感到震惊以及非常难过[51]。另外，自翌日起，數以千計的新加坡人紛紛到中國銀行當地分行擠提。6月14日，新加坡第一副总理兼国防部长吴作栋说，新加坡与中国建交问题将按预定计划进行。[52]6月15日吴作栋称，尽管北京最近发生动乱，新加坡仍将继续加强同中国的民间经济联系。[53]
- 印度：印度政府下令在其国家电视台中大幅度削减关于镇压事件的报导。总理拉吉夫·甘地表示，印度对中国的流血事件表示极度的“同情”。[54]７月６日 印度国大党（英）总书记阿扎德表示，中国事态的发展是中国的内政，应由中国人民选择他们自己的道路和未来。
- 越南：6月8日，政府外交部發言人澄清，西方電台報導河內支持中國政府的行動「純屬捏造」。「這是中國的內政。發生這場流血事件是令人遺憾的。我們希望中國的局勢正常。」
- 泰國：總理差猜·春哈旺聲明：「對中國發生的事件表示遺憾。這是中國的內部事務，我們不考慮任何看法。」但他又說：「如果中國採取強硬路線的領導人居支配地位，就有可能使解決柬埔寨衝突的速度緩慢下來」。8日，泰國派專機撤回北京85名泰國公民，駐中國大使館只留10名官員。8月18日晚上泰国总理差猜·春哈旺说：“泰国同中国关系一直很密切。中国6月初平息动乱事件是中国的内政，泰国无意干预。”[55]10月20日披猜副总理表示，泰国一直认为，今年6月在北京发生的事情是中国的内政，外国无权干涉。
- 马来西亚：6月8日，首相马哈迪·莫哈末說：「我們無意干涉他們的內政。但是，我們對造成許多人死亡，尤其是造成許多青年死亡的戰鬥表示遺憾。」[56]21日外交部副部长阿都拉·法茲称，马来西亚对中国最近发生的动乱事件始终遵守不干涉他国内政的原则。[38]8月23日出席东盟国会组织第10届会议的马来西亚代表认为北京最近发生的事情纯属中国内政，马来西亚不会进行干预。[57]
- 巴基斯坦：巴基斯坦政府对中国平息反革命暴乱一事表示理解和同情。聯合國舉行制裁中國決議的大會上，巴國駐聯合國代表表示：「巴基斯坦國將一如既往堅定支持中華人民共和國政府的主張，堅決反對聯合國公開干預成員國內政，特別是干涉五大常任理事國之一的中國事務。」巴基斯坦外交秘书胡马云·汗２３日称，他为北京局势的恢复正常和他所访问的地方形势稳定而感到高兴。[58]6月27日参议院主席瓦希姆·萨贾德说，巴基斯坦希望中国在没有外来干涉的情况下解决自己的问题，并祝愿中国政府为恢复全国的稳定所作的努力取得成功。6月28日巴基斯坦总理贝娜齐尔·布托表示，巴中两国是患难与共的真挚朋友，巴中友谊能经受时间的考验，她非常高兴地看到中国形势已恢复正常。７月８瓦西姆·萨贾德在记者招待会上说，他最近对中国的访问非常成功。他说：“我们发现北京和中国其他地方的形势是稳定的。”１２月２１日巴基斯坦总统伊沙克·汗说，巴理解和赞赏中国政府于今年６月坚决制止了在北京发生的反革命暴乱，维护了中国国内的政治稳定。
- 印度尼西亞：6月8日，印尼政治及安全事務部長蘇多莫說：「儘管最近北京發生了政治動亂，印度尼西亞和中國關於關係正常化的會談將繼續下去」。12日国务部长穆迪约诺说，中国最近的形势不会影响印尼和中国外交关系正常化的进程。[59]22日印度尼西亚外交部长阿里·阿拉塔斯称，中国最近发生的事情不会影响印度尼西亚同中国关系正常化进程，“中国目前发生的事情，是中国的内政。中国有自己的考虑和自己的环境。我们希望这两件事互不影响。”[60]8月22日国务部长穆迪约诺表示，任何障碍都不能阻挡中国印尼关系的正常化。
- 菲律賓：總統阿基諾夫人說：「我國對中國的政策依然如故。菲律賓駐北京大使館仍照常工作。我們下達的指示是，確保我國在那裡的公民安全並密切監視那裡的事態發展。」６月２９日菲律宾外交部人士宣布，政府将于１９８９年７月１日起取消关于不准菲律宾人去中国旅游的禁令，菲航空公司将恢复飞往中国的航班。
- 緬甸：缅甸政府支持中华人民共和国政府镇压暴动。缅甸国家治安建设委员会秘书钦纽6月13日代表该委员会主席苏貌将军，对中国政府在平息反革命暴乱中采取的立场表示理解和同情。[61]民主派全國民主聯盟領袖昂山素季则谴责中华人民共和国政府残暴镇压学生民主运动、谴责缅甸当局支持中华人民共和国政府。[62]
- 蒙古国：蒙古人民共和国政府对中国政府的做法表示遗憾。与此同时，蒙古许多改革派及民主派人士已经意识到中国军事行动的国际反应，并选择进行类似在东欧和苏联的民主变革。
- 科威特：科威特政府表示理解中国政府为维护社会稳定所采取的措施。[63]10月1日《科威特时报》载文批评西方国家对中国实行经济制裁并敦促它们重新审查对中国的政策。 文章说，西方国家不愿对南非种族主义实行经济制裁，而对中国采取这种作法绝不会给其自身带来任何信誉。任何企图否定中国对整个世界的正义和自由事业的贡献的行为注定要失败；西方新闻媒介对6月初中国发生的事情的报道是夸大其词和不负责任的，这些报道中的猜测多于事实。[64]
- ：总统侯赛因·穆罕默德·艾尔沙德说，孟加拉国一直在注视着中国事态的发展。他认为最近中国发生的事情纯属中国内政，不容外来干涉。他对中国结束动乱、迅速恢复正常生产表示赞赏，并称孟加拉国永远是中国的朋友，希望两国友好合作关系不断发展。[65]8月23日马赫穆德外长说，他很高兴看到中国局势恢复正常和稳定，相信在中国现在领导人的领导下，中国将进一步走向繁荣，孟中友谊将进一步发展。
- 叙利亚：6月18日叙利亚总理马哈茂德·祖埃比称，“在中国发生的暴乱是由一小撮人煽动的。中国政府坚决予以制止是非常必要的。”他衷心希望中国局势迅速恢复平静。[66]9月1日叙利亚阿拉伯复兴社会党民族领导机构副总书记阿赫马尔谴责一些西方国家对中国发动了一场歪曲宣传运动，干涉中国内政，企图利用暴乱分子推翻中国的社会主义政权。[67]9月22日沙雷外长表示，对今年6月中国成功地平息暴乱深感欣慰。叙利亚领导人对中国领导人为维护中国人民的利益所采取的措施完全理解。他指出，情况表明有些国家明目张胆地干涉了中国的内政。事实证明，学生首领的背后有外国势力的插手，企图达到改变中国社会制度的政治目的。[68]
- 伊拉克：8月10日伊拉克全国委员会主席沙利赫·萨迪·马赫迪表示，伊拉克对中国政府平息反革命暴乱的行动表示理解。[69]9月5日，伊拉克复兴党地区领导候补成员阿德南·萨勒曼认为，中国发生这些事情是正常的，现在暴露出来比较好。他对中国党和中国政府采取有效措施平息暴乱表示理解。9月20日，伊拉克外交部次长扎哈维称，伊拉克对中国平息反革命暴乱，重新恢复稳定感到欣慰。他说，伊拉克一贯反对利用人权问题来干涉别国内政，挑起事端。伊拉克反对国际组织或机构把纯属中国内政问题列入议程。[70]
- 斯里蘭卡：8月30日斯里兰卡总统普雷马达萨说，他对中国政府最近在平息北京反革命暴乱时所采取的措施表示理解。
- 约旦：9月11日约旦《宪章报》刊登了“耶路撒冷事务委员会”总书记法耶兹·贾比尔·阿明撰写的题为《中国的教训》的文章，批评西方新闻媒介歪曲报道中国的学生事件。[71]9月17日，约旦国王侯赛因表示他对中国发生的事情一直采取完全理解的态度，“有一段时间，我对中国发生的事情感到忧虑，我看到了外国势力对中国事务的干涉。现在，中国局势稳定了，我对此感到高兴。”[72]
- 伊朗：10月7日，伊朗外长韦拉亚提对中国在处理动乱和反革命暴乱上的坚定立场表示理解，支持中国为恢复秩序和实现安定所采取的措施。[73]
- 北也門：10月17日阿拉伯也门共和国总理阿卜杜勒·加尼（英语：Abdul Aziz Abdul Ghani）对中国平息反革命暴乱后局势恢复稳定，中国继续奉行独立自主的和平外交政策，坚持改革开放方针不变，表示高兴。10月29日，阿拉伯也门共和国协商议会议长阿卜杜勒·卡里姆·阿尔希表示，对中国平暴后局势稳定感到高兴。
- 阿联酋：12月17日沙迦酋长国酋长苏尔坦说，他理解中国政府平暴之举，反对外国干涉中国内政。

### 西方国家

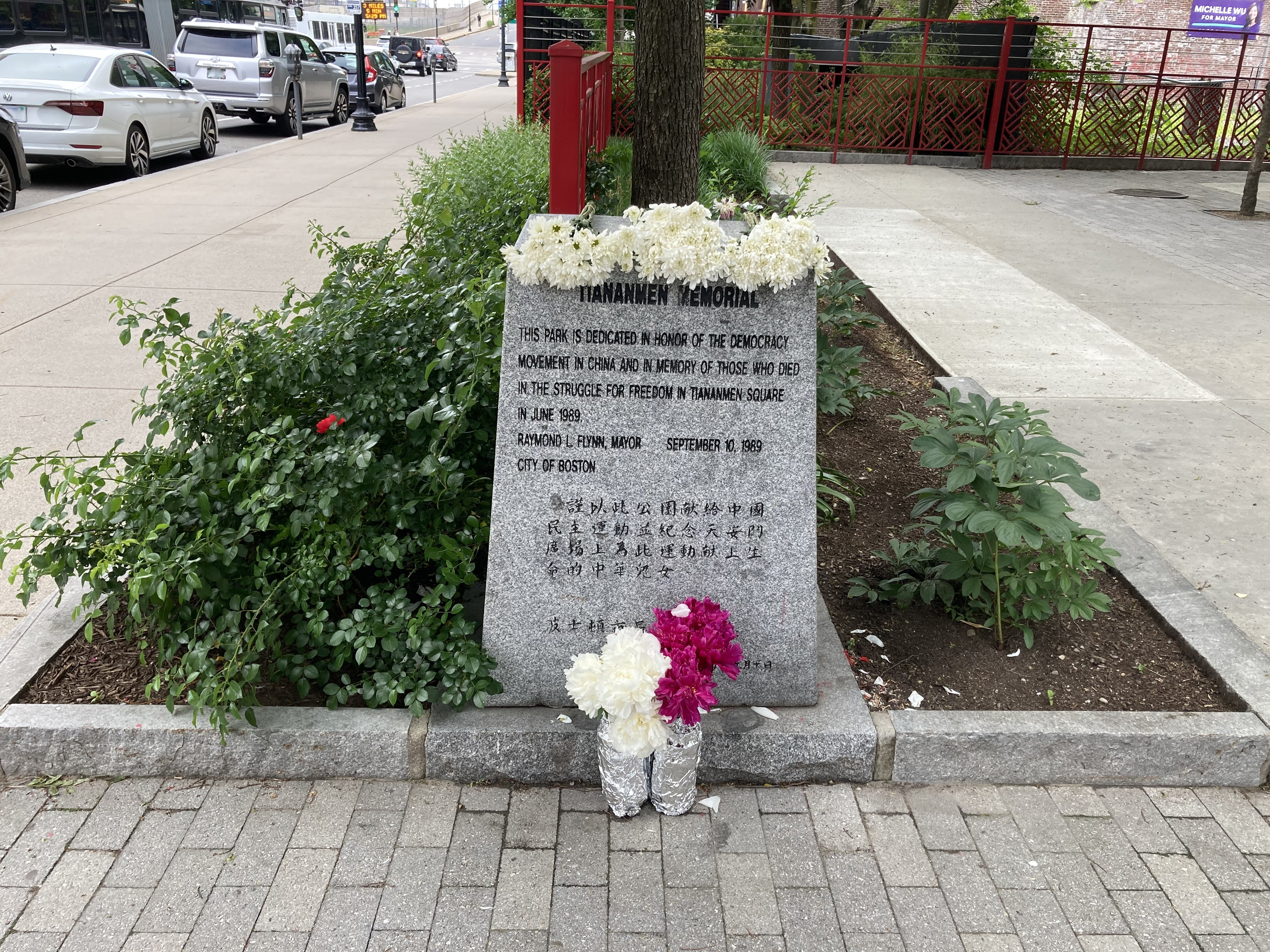
位於波士頓唐人街的六四天安門事件紀念碑

- 美国：6月5日上午，喬治·布什總統宣佈暫停向中國出售武器、暫停兩國軍事互訪、重新研究中國留美學生延期逗留申請、通過紅十字會向中國傷者提供醫療援助、並檢討雙邊關係的其他事宜。中午，布什在白宮會見四名中國留美學生40分鐘。5日，眾議院以406票贊成，0票反對通過「譴責北京鎮壓事件，支持總統採取行動斷絕同中國軍事合作」；6日，參議院以100票贊成，0票反對，要求總統制裁中國，當中包括要求美國之音增設華文節目。同日，國務院宣佈所有中國國民在簽證到期後可留在美國。7日，因應戒嚴部隊向外交人員公寓開槍，美國大使館下令外交人員撤離，125人離開中國。8日，美國國務卿貝克說無法斷定中國由誰人掌權，呼籲美國公民離開中國。同日，紐約市長郭德華宣佈中止同北京的姊妹城市的關係，並建議紐約市第42街和第12大街的交叉路口命名為天安門廣場。20日，美国白宫发言人菲茨沃特宣布布什总统已指示美国政府对中国采取新的“制裁”措施，指示美国政府停止参加与中华人民共和国政府官员的所有高层接触，并宣佈美國政府寻求國際金融機構推遲向中國提供新貸款。[74]27日布什总统拒绝国内要求对中国采取更为强硬的态度，而且要保持改善关系的前景。避免长久地损害美中关系，是符合美国的战略利益的”。他说，“我能继续就天安门广场发生的事件表示我的义愤，我会表示的，但是我也决心要尽最大的努力来不损害我们想要帮助的人民，我指的是普通中国人。”[75]1989年六四事件后，美国政府发放在1989年6月4日到1990年4月11日之间在美停留过的所有中国公民绿卡，亦稱為六四血卡。美国国会为此特别通过了《1992年中国学生保护法案》。

- 加拿大：4日，加拿大政府表示對事件感到震驚，敦促北京停止愚蠢的屠殺。外交部長克拉克說：「中國政府不分青紅皂白和野蠻地使用武力……我們對這種愚蠢的暴力行為和悲慘的死亡表示強烈震驚……我們要求中國政府立即停止軍隊的野蠻屠殺。」

- 英国：5日下午，外交大臣賀維召見中國駐英臨時代辦宋明江「對北京流血事件極為震驚。」並決定「取消中國司法部長蔡誠對英國的訪問」、「取消英國農業大臣約翰·麥格雷戈對中國的訪問」。时任首相表达了“极度的反感和愤怒”。6日，她在下議院說：「這場流血表明，共產黨總是隨時準備以武力把自己的意志強加於頭腦單純的人，……顯然，（英國）不可能繼續與中國保持正常來往」，並指看不出如何能與中國政府就香港前途進行接觸[76]。鏡報集團於7日起停止在歐洲出版中國官方英文版報紙《中國日報》。外交大臣杰弗里·豪13日在英国下议院发表讲话时说，最近在中国发生的事情并未使中英关于香港问题的联合声明失去效力。17日英国宣布推迟原定于1989年7月18日至21日在伦敦举行的中英联合联络小组第十三次会议。[53]

- 法國：6日，總理米歇爾·羅卡爾宣佈凍結法中兩國的各級關係，總統、總理及政府官員與中國領導人將不再有任何接觸。7日，外交部宣布把駐中國的外交員減至最低限度，並指法中軍事合作亦會全面中止。外交部长罗兰·迪马（英语：Roland Dumas）表示：“对手无寸铁的人民进行血腥镇压”是令人沮丧的。[77]9月26日，法国外长迪马在联合国大会上代表欧洲共同体发言，称六四镇压行动是违反人权的行为。[78]在法国国民议会外交事务委员会10月18日的听证会上，迪马答称，法国没有改变对政治避难者的做法。法国作为庇护地和接纳地，不允许在其领土上进行反对与法国有外交关系的政府的政治活动。

- 西德：5日，聯邦總統魏茨澤克說：「我不僅對動用武力表示最深切的遺憾，而且希望中國重新採取符合其人道傳統的方法。」聯邦外交部宣布西德與中國终止高層領導會晤，並已經與美、英、法協調一致的反應。聯邦政府正式發表聲明，呼籲中國政府不要再使用任何暴力，通過對話解決危機。8日，德中經濟委員會秋季會議取消。在9月4日下午4时开始的各国议会联盟全体会议上，联邦德国议会代表团提出了“中国镇压和平抗议者”的提案，后被否决。[79]

- 聖座：梵蒂冈与中华人民共和国没有建立外交关系。但教宗若望·保祿二世表示希望在中国发生的事情会发生改变。[77]

- 比利时：取消了預定6日兩名國務部長與中國經貿部長鄭拓彬的部長級會談。

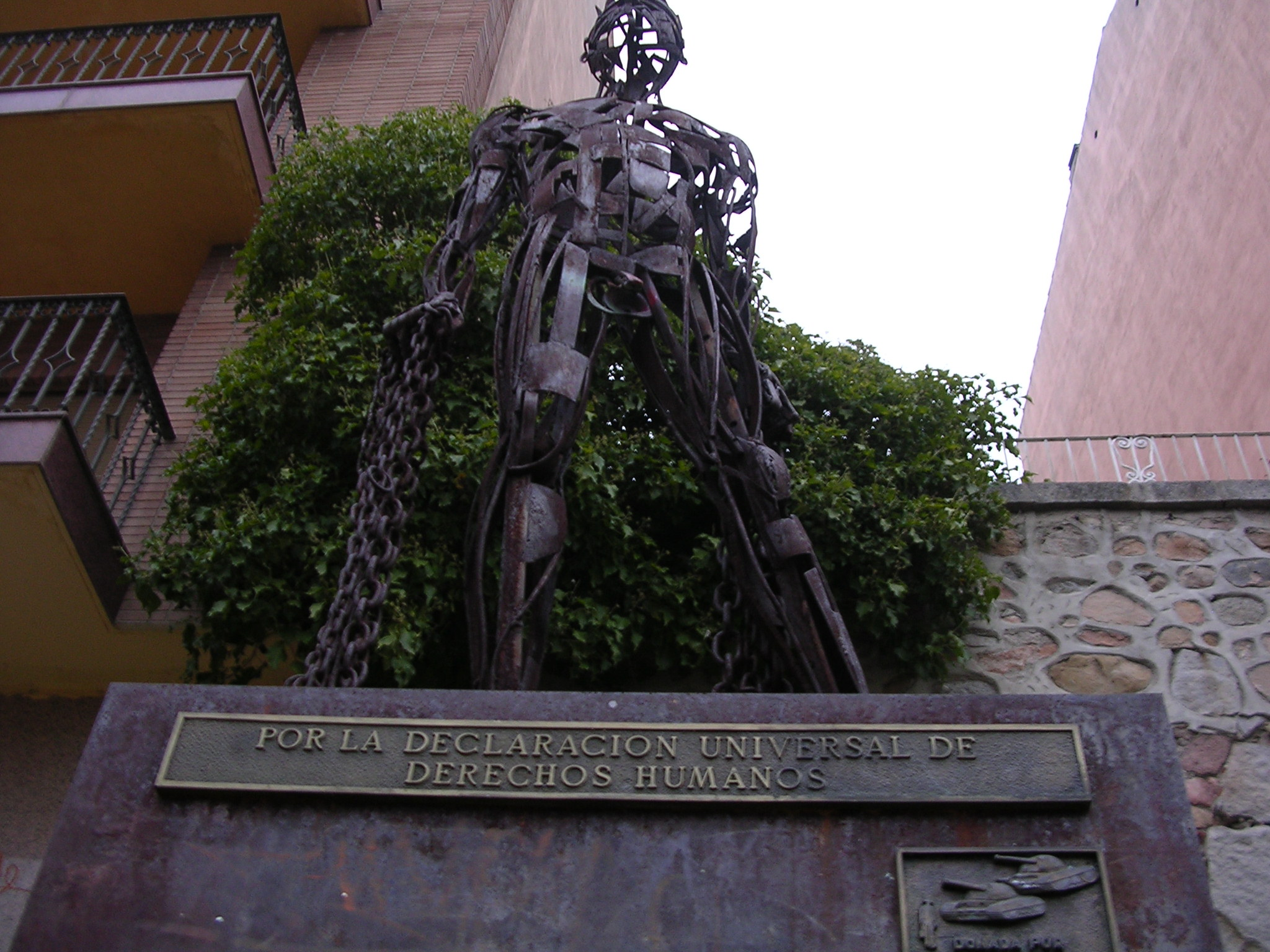
矗立在西班牙聖羅克公園一角的一座紀念和重現六四天安門事件的雕像（Jose Antonio Elvira作品），由阿維拉國際特赦組織捐贈

- 西班牙：5日，西班牙首相岡薩雷斯對事件「極擔心」，「希望中國能夠使其民主化進程達到終點。」6日晚外交部宣佈凍結西中兩國的高層接觸。

- 奥地利：5日，總統瓦爾德海姆、總理弗拉尼茨基、外交部長莫克（英语：Alois Mock）等相繼發表談話，「對北京事件極為震驚，要求中國領導人立即停止動用軍隊，和平解決事態」。外交部當日召見中國駐奧大使，讓大使轉交奧政府抗議，並取消歡迎正在奧國訪問的中國司法部長蔡誠的活動，關閉奧鋼聯和愛林等公司駐北京代表處。

- 希腊：5日，希臘外交部發表聲明：「對暴力衝突和造成的傷亡深表遺憾，希望中國的事件將不會導致民主進程走向絕境。」執政泛希臘社會主義運動、最大的反對黨希臘新民主黨、希臘共產黨、希臘左翼黨、希臘民主黨都於同日發表譴責聲明，3000多名希臘人到雅典中國大使館抗議。

- 芬兰：5日芬蘭外長佩爾蒂·帕西奧指「中國如此使用暴力令人無法理解」。「社會主義民主絕不是向群眾動用裝甲車，人民的軍隊絕不是向人民群眾開槍」。同日，芬蘭共產黨主席阿爾莫·瓦爾斯特發聲明譴責屠城。

- 荷蘭：6日，荷蘭外交部宣佈凍結荷中的政治、經濟和文化關係。6日晚，荷蘭外交部宣佈，荷蘭王國政府已決定中斷它同中國的高層接觸。

- 葡萄牙：5日，政府聲明指：「對北京發生的慘劇極度悲傷，堅決反對向手無寸鐵的平民使用暴力」。7日，葡萄牙總理阿尼巴爾·席爾瓦說：「我們對中國局勢表示憂慮，決定派一名部長前往澳門安慰這塊將於1999年歸還中國領土上的居民。」

- 丹麦：7日，丹麥政府取消對向中國發放十億丹麥克朗（約計1.5億美元）的出口貸款及援款。丹麥議會外委會主席埃爾姆奎斯特說:「暴行必須停止。只有該國出現另一種政治氣候時，援助才能恢復」。

- 瑞典：5日取消國防大臣卡爾松到北京的訪問，取消前任中國國家主席、時任全國政協主席李先念對瑞典的訪問。8日，瑞典外交部凍結對中國的援助。

- 瑞士：5日，瑞士聯邦政府就北京事件向中國駐伯爾尼大使館遞交了一份照會，「呼籲採取克制和尊重人權，希望以對話替代武力手段」。

- ：澳大利亞總理鮑勃·霍克在電視演說中為死難者落淚，并取消先前約定訪問中國的計劃；外長加瑞斯·艾文斯（英语：Gareth Evans (politician)）宣佈暫時中止與中國的所有部長級外交事務，并將尚在繈褓中的與中國的軍事合作計劃中止。澳大利亚政府在之后决定授予在澳留学生四年的避难期。[1]6月27日，澳大利亚总理霍克表示赞成美国对中国的政策，但是他说，对世界上人口最多的国家实行制裁会产生适得其反的效果。[80]

- 新西兰：6日下午，總理朗伊宣佈：「內閣己決定請外交部長鲁索·馬歇爾（英语：Russell Marshall）召見中國駐紐西蘭大使倪正建，告訴他新西蘭政府對北京流血事件感到憎惡」，取消警察部長原定20日到中國的訪問，並宣佈暫停新西蘭政府部長和中國政府代表之間的接觸，呼籲國民不要去中國旅遊。

### 东欧阵营
- 苏联：6日，蘇聯最高蘇維埃通過「關於中國事件聲明」：「不管情緒有時是多麼激烈，重要的是要耐心地尋找由社會團結目標所確定的相應的政治解決辦法」，「中國目前發生的事件是該國的內政。其他方因施加壓力的任何嘗試都是不合適的。這種嘗試只會激化情緒，而無論如何也不會促進局勢的安定」，「我們衷心希望友好的中國人民能夠盡快翻過自己歷史上這悲慘的一頁」。9日，蘇聯政府發言人根納季·格拉西莫夫說：「沒有預料發生這樣的事情，我們極為驚愕。」「自從上週末北京發生暴力事件以來，就無法和中國首都進行電話聯繫」。在苏联国内新成立的反对派组织强烈谴责镇压事件。事件发生十天后，政府对此表示遗憾，并呼吁进行政治对话。在莫斯科的中国大使馆前发生了公众抗议示威。10日，苏联政府一位发言人表示，克里姆林宫对此事件感到“非常沮丧”。15日，蘇共中央總書記、最高蘇維埃主席團主席戈爾巴喬夫說：「我們都對中國的事感到十分不安。我們都在為這個偉大國家的深刻改革和改造的進程是否會中斷而感到擔心」，並指六四事件為國際局勢改善帶來負面影響。[81][82]

- 东德：國務委員會主席、德國統一社會黨總書記埃裡希·昂納克指：「武力鎮壓反革命人士是對的。」而同时东德的人民议院也在8日发出《人民议院关于中国目前局势的声明》，指「德意志民主共和國與中華人民共和國是友好的兄弟國家，兩國在十月都將各自迎來建國40週年的大典，人民議院的議員認為：在目前情况下，中華人民共和國的黨和政府希望通過政治手段解決問題的意圖受到違憲勢力的阻礙，因此人民政權被迫使用武裝力量維持社會秩序和公共安全，造成了人員傷亡，德意志民主共和國人民議院將北京事件看成是中華人民共和國的內政，反對任何形式的外國干預。民主德國人民議院的代表堅信：中國政府和人民會共同努力澄清事實，繼續走在40年前自由選定的社會主義道路上。」[註 1][84]６月１１日民主德国外交部长菲舍尔重申了民主德国人民议院６月８日关于中国当前局势声明中所阐述的民主德国立场，表示坚信中国人民一定能解决面临的问题，继续沿着社会主义道路前进。德国统一社会党中央政治局委员、中央书记赫尔曼２２日在党的十一届八中全会的报告中重申了６月８日民主德国《人民议院关于中国目前局势的声明》中阐述的观点和立场，指出北京所发生的事情纯属中国内政，反对任何外国干涉。[85]

- 南斯拉夫：6日南共聯盟中央主席團聲明指：「對所發生的悲慘事件和無辜的人員犧牲表示遺憾」，並憂慮中國經濟政治改革被終止，「希望中国通過政治努力和公開對話消除危機，並同所有民主的進步力量一起保證經濟改革和社會改革繼續下去。」8日，南斯拉夫外交部長布迪米·隆查爾（英语：Budimir Lončar）指「經濟開放及其後果之間的衝突已經影響中國社會政治趨勢，它們沒有受到所有人同等程度的珍視」，「無論哪種發展思想在中國佔上風，中國的事態發展不可避免地會影響其國際關係，這個國家正面臨著艱難的日子」。

- 羅馬尼亞：罗马尼亚共产党总书记齐奥塞斯库[註 2]对军事行动予以称赞。[86]在1989年8月，中国政府派出乔石参加罗马尼亚共产党全国代表大会。[87]

- 匈牙利：5日，政府國務部長波日高伊·伊姆雷和外交部長霍爾恩·久洛指「北京事件非常令人遺憾，也向我們提出一個嚴重警告，我們必須採取一切措施，使任何一個政權都不能使用這種手段，去鞏固保守統治地位和獨裁統治。」匈牙利政府指「這一悲劇證明，在改革過程中，行使權力的政治家的忍讓精神和為民族命運負責精神是多麼重要，政府為建立保證基本人權的法律是多麼必要。」7日，匈牙利政府指「用武器和暴力」毫無意義和不能解決問題，「尊重基本人權是我們每個人的共同事業和國際義務，任何國家都不能它看成是絕對的內政」。當日下午，匈牙利社會主義工人黨總書記格羅斯發表聲明，「一、我們強烈譴責暴力和兄弟之間的戰爭。這種方式同社會主義是不相容的。二、我真誠地希望，理智將佔上風，並盡快回到和平建設的道路上。」匈牙利外交部长形容此事件为一“可怕的悲剧”。在布达佩斯的中国大使馆外，亦有游行示威的活动。[88]

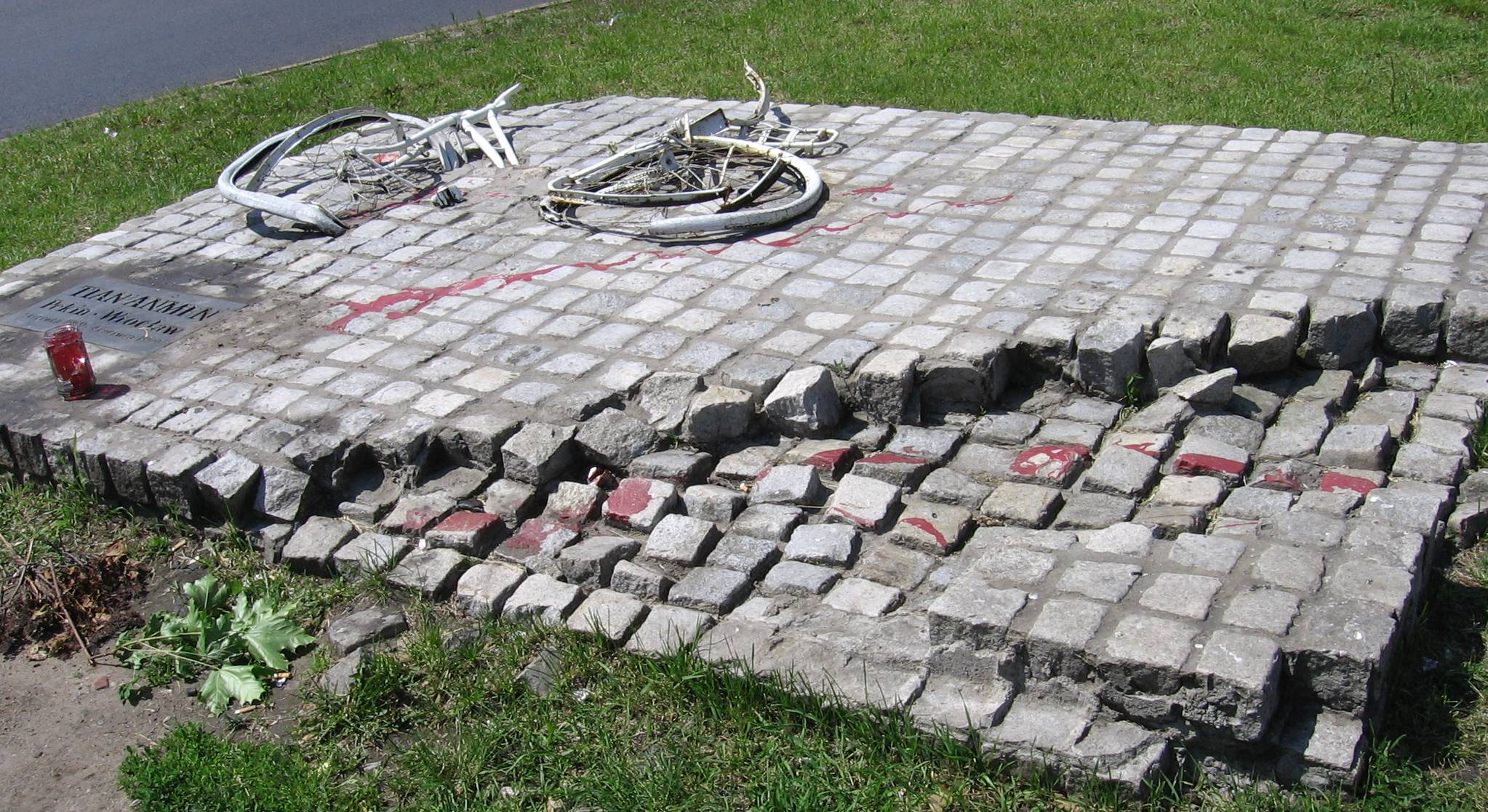
在波蘭弗羅茨瓦夫市的一象徵這場人民抗議事件的象徵性雕塑——被坦克壓扁的自行車和坦克行進痕跡

- 波蘭：6日，波蘭政府發言人表示：「波蘭社會和當局以深切關注的心情得悉在北京發生的悲劇性事件。我們對死傷者的家屬表示最真摯的慰問。」「我們相信，中國人將跟過去一樣不訴諸武力……理智和現實主義將佔上風，中國的改革進程和它的國際地位將不遭到削弱。」波蘭傳媒連日來以顯著篇幅報道北京局勢。13日，波兰统一工人党第一书记、波兰国务委员会主席雅魯澤爾斯基說：「中國是幅員遼闊而神秘的國家。我只能對發生的事情感到遺憾。」關於軍事管制，「只有當國家的基礎本身受到威脅的時候，我們才有理由作出這樣一個決定。」團結工會贏得了政權並組成新政府後，發行了一系列紀念天安門事件的郵票。[89]9月30日波兰《共和国报》发表评论认为，不久前中国平息反革命暴乱是“中国的内部事务”，并指出，近来中国国内形势已“逐步正常化”，中国对外联系“已经恢复”。[42]

- 捷克斯洛伐克：捷克斯洛伐克政府支持中华人民共和国政府镇压，表示“中国将克服其问题和进一步发展社会主义”。[61][90]对此中国政府对此予以“高度评价”，称捷克斯洛伐克共产党及其国民能够理解北京处理其国内的“反社会主义”骚乱。[91]

- 阿尔巴尼亚：支持中华人民共和国政府镇压暴动。
- 保加利亚：支持中国稳定国内局势的措施，反对外国干涉中国内政。[92]

### 拉美国家
- 巴西：5日政府聲明指「對這個友好國家的人民和政府帶來的動盪感到痛心。」這一聲明打破了巴西盡量不評論其它國內部事務的慣例。但7月7日巴西总统萨尔内表示将继续巩固和发展两国业已牢固建立起来的友好合作关系而不受任何影响，对此充满信心。
- 玻利维亚：6月29日西罗·洪堡参议长说，此次访华极有价值，因为代表团成员耳闻目睹的亲身经历证明，中国的局势是稳定的。他说：玻利维亚多年来一贯坚持“一个国家不干涉别国内政”的原则。这一原则现在也适用于中国的情况，那就是外国不应干涉一国对本国内部事务的决策。他说，玻利维亚曾经历外国干涉的磨难，因此十分理解中国目前的处境。瓦尔特·索里亚诺众议长说，发展中国家之间的相互支持非常重要。一些国家干涉中国内政是不符合世界人民利益的。
- 古巴：支持中华人民共和国政府镇压暴动。9月30日古巴共产党中央机关报《格拉玛》发表文章，赞扬中华人民共和国成立四十年以来在社会主义建设方面取得的成就。 这篇题为《战胜困难》的文章指出，从一九四九年十月一日起，打碎了殖民主义枷锁的中国人民开始了社会主义建设的道路，揭开了生活的新篇章。在中华人民共和国成立四十年的时间里，中国人民发奋工作，战胜了各种巨大的困难。文章说，“目前，当帝国主义为社会主义国家出现的反革命逆流推波助澜之际，我们赞赏兄弟的中国人民和中国共产党为保卫社会主义建设所持的立场。”[42]
- 格瑞那達：1989年7月20日与中华民国建交[93]，7月31日中华民国在格林纳达设立大使馆，8月7日格林纳达与中华人民共和国断交[94][95][96][97][98][99][100]。格林纳达已于2005年恢复与中华人民共和国的外交关系。
- ：1989年10月11日与中华民国建交[101]，10月23日与中华人民共和国断交[95][96][98][99][100]，10月25日中华民国在伯利兹设立大使馆。伯利兹与中华人民共和国至今仍未恢复外交关系。
- 哥伦比亚：６月２３日，巴尔科总统赞扬中国政府实行的改革开放政策，并对中国政府采取的平暴立场表示理解。8月18日哥伦比亚驻中国大使何塞·玛丽亚·戈麦斯称，哥伦比亚政府支持中国最近平息反革命暴乱所采取的立场，北京最近发生的事件纯属中国内部事务，其它国家无权干涉。[55]8月22日哥伦比亚参议院议长路易斯·吉列尔莫·希拉尔多指出，国际社会应该尊重中国政府解决国内问题所采取的政策和措施。[102]8月31日隆多尼奥（英语：Julio Londoño Paredes）外长说，哥伦比亚一直在十分关注着不久前中国发生的事件。他透露，尽管哥伦比亚政府受到来自国内外某些集团的压力，但巴尔科总统的政府仍坚持哥、中两国业已存在的友好关系并反对外国干涉中国内政。[103]
- 秘魯：9月5日秘鲁众议院议长莱昂说，当少数西方国家利用中国最近发生的事态掀起反华浪潮并企图颠覆中国合法政府时，秘鲁人民深感担忧。他说，“现在，我们满意地看到中国政府已经恢复了它的权威和主权”。他还说，“对中国来讲，最坏的时刻已经过去”。[104]9月11日秘鲁总理路易斯·阿尔韦托·桑切斯（英语：Luis Alberto Sánchez）表示，他对中国坚持改革开放政策表示满意，并称“我对中国政府能迅速平暴并宣布坚持改革开放政策感到满意”。[71]9月22日秘鲁参议院议长卡兰萨表示支持中国政府的平暴措施。他说，“秘鲁深受反政府颠覆活动之害，深深懂得保障宪法和法律的重要意义，因此，我们理解中国政府为平息暴乱所采取的措施”，“北京事件发生后，亲帝国主义势力对中国进行了许多歪曲报导”，“秘鲁始终奉行自决和不干涉原则，反对大国干涉其他国家的内政”。[105]
- 委內瑞拉：9月1日委内瑞拉总统佩雷斯称，对中国政府采取的平暴措施表示理解，认为中国有权决定自己的事务。佩雷斯表示相信，中国在新的党中央领导下，将继续沿着改革开放的道路前进。[106]
- 尼加拉瓜：尼加拉瓜在当时与中华人民共和国保持外交关系。9月10日尼加拉瓜共和国桑地诺民族解放阵线全国领导委员会成员、对外合作部部长亨利·鲁伊斯（英语：Henry Ruiz）说，尼加拉瓜无条件地支持中国为平息反革命暴乱所采取的果断措施。帝国主义不仅对中国进行破坏，也对其他第三世界国家进行破坏。尼加拉瓜反对一切外来干涉，认为中国的内部事务应由中国自己来解决。[107]

### 非洲国家
- ：6月14日，扎伊尔负责政治、行政和社会第一副国务委员（副总理）尼米·马伊迪卡·恩吉姆比称，扎伊尔政府对中国政府平息最近在北京发生的反革命暴乱表示同情，表示扎伊尔政府站在中国政府一边。[108]9月21日，扎伊尔总统蒙博托表示，他支持中国平息6月在北京发生的反革命暴乱。他把对中国平暴的态度归纳为三点：“同情、理解和不干涉内部事务”。[86]10月22日中央对外关系执行书记冈奔博·富穆·瓦·乌塔迪转达了蒙博托对江泽民就任中共中央总书记的热烈祝贺和对中国平暴的支持，并高度赞扬了中华人民共和国成立40年来所取得的伟大成就。
- 埃及：6月27日，副总理兼外交部长马吉德（英语：Ahmed Asmat Abdel-Meguid）称，“中国局势的最新发展属于中国内政，埃及重视与中国的关系，完全相信中国政府会解决目前面临的问题，继续取得经济和社会发展。”[65]穆巴拉克总统９月接见钱其琛外长时，对中国政治经济稳定发展表示高兴，给予高度评价，并再次邀请杨尚昆主席年底前访问埃及。埃及执政党民族民主党总书记、副总理优素福·瓦利说，埃及理解和支持中国共产党和中国政府最近在处理他们的内政时所采取的行动。9月18日马吉德说，西方一些国家干涉中国内政是不能容许的。埃及对中国发生的事情持理解的态度。埃及不干涉中国内政，不采取有损于两国关系或引起误解的措施，充分相信中国领导人有智慧和能力解决自己的问题。他对中国平息反革命暴乱表示理解，并表示任何一个国家决不会允许或接受自己处于混乱状态。马吉德还表示，西方某些国家干涉中国内政是不允许的，它们不是去了解真相而是在错误的基础上去伤害中国。
- 加彭：6月20日，总统邦戈称，目前中国所发生的一切是“中国的内部事务”，他表示希望加、中业已存在的友好关系能够继续发展。[109]
- 毛里塔尼亚：６月17日，毛里塔尼亚救国军事委员会成员、卫生和社会事务部长恩迪亚耶·卡内称，毛里塔尼亚对中国政府平息了一场反革命暴乱表示高兴，并希望中国政局稳定，并称他的国家将站在中国一边，支持中国政府。[110]6月24日，外交与合作部长西迪亚称，相信中国政府能控制局势，并希望能尽快恢复平静，别国不应该干涉中国内政。[111]7月24日毛里塔尼亚救国军事委员会主席、国家元首塔亚表示，他对中国政府控制局势，一切恢复正常和平静感到高兴。[112]8月8日毛里塔尼亚新任外交与合作部长谢赫·西迪·艾哈迈德·乌尔德·巴巴在谈到中国最近平息北京发生的反革命暴乱时表示，毛里塔尼亚政府完全支持中国政府为平息暴乱所采取的一切措施。[69]
- ：6月22日，总统莫伊称，肯尼亚希望看到中国稳定，以使中国政府能够集中力量发展国民经济，并表示支持中国政府，并希望中国继续执行改革和对外部世界开放的政策。[113]
- ：加纳电台6月22日称，西方世界对此事件作出的强烈反应“是反革命和外国力量企图使中国不稳定的蓄谋已久的计划的明证”，并称西方世界的干涉无法迫使一个合法政府向不可思议的混乱局势屈服。[113]７月７日加纳国家经济合作委员会主席顿·阿瑟说，加纳完全同情和理解中国政府对最近发生在北京的反革命暴乱所采取的正义行动。他说，长期以来，加纳政府和人民对某些西方国家企图破坏别国稳定和安全的阴谋有所警惕。８月８日加纳全国临时保卫委员会主席罗林斯谈到中国国内形势时说：“我们感到庆幸的是，中国政府已经采取行动恢复了正常秩序，希望中国人民不要受外界的影响，走自己的路。”10月10日加纳临时全国保卫委员会委员、部长委员会主席保罗·维克托·奥斌说，加纳一贯重视中国的改革。当中国有些人在所谓“民主”、“自由”的口号下进行反革命活动时，我们深感失望。但我们一直相信中国领导人和中国政府能够控制局势。现在根据我们的观察，事实正是如此。[114]
- 坦桑尼亚：6月22日坦桑尼亚第一副总统兼总理瓦里奥巴（英语：Joseph Sinde Warioba）称，坦桑尼亚党和政府一直密切关注着中国最近局势的发展，支持中国为自己所选择的道路，并且希望中国能很快实现安定。[85]9月11日，坦桑尼亚第二副总统兼桑给巴尔总统瓦基尔（英语：Idris Abdul Wakil）说，坦桑尼亚支持中国平息反革命暴乱和反对某些西方国家干涉内政。[71]
- 西南非洲人民组织：6月20日西南非洲人民组织主席努乔马表示完全理解中国政府和人民军队为平息反革命暴乱采取的果断行动，祝贺中国取得平息反革命暴乱的胜利。[115]
- 阿扎尼亚泛非主义者大会：6月20日阿扎尼亚泛非主义者大会主席姆兰博表示他所代表的解放组织对中国党和政府平息暴乱，使局势得以恢复稳定表示祝贺，并对中国重申继续奉行独立自主的外交政策感到欣慰。[115]
- 聖多美和普林西比：６月２９日卡洛斯·达格拉萨外长说，他来中国访问是为了表达圣多美和普林西比决心加强同中国友好关系的愿望；表达相信中国党、政府和人民有权利、有能力解决自己的问题；表达对中国的改革开放和独立自主的外交政策的支持。
- ：7月21日，马西雷总统说：“我对贵国政府和人民在前一段时间所经受的压力深表同情，也对问题的最终解决和局势恢复稳定感到高兴。”并表示，作为第三世界的兄弟国家，博茨瓦纳将尽力替中国分忧。第三世界国家都经历过困难时期，所以对中国表示同情和理解是很自然的，他对中国政府实行具有远见的政策，不因挫折而退缩，力求进步和改革表示赞赏。皮特·穆西（法语：Peter Mmusi）副总统说，他很高兴地看到中国政府扭转了局势，中国一定能够一如既往地朝既定目标前进。[116]
- 多哥：7月24日，多哥总统埃亚德马说，中国首都最近发生的事件是中国的内部事务，根据联合国宪章，任何国家都不应该干涉，他强调指出，不干涉别国内部事务是一个普遍原则，并希望中国局势保持稳定。[112]8月4日埃亚德马说，中国政府6月初在北京平息暴乱所采取的措施是一个主权国家在内政方面必须做的事，并称任何国家遇到这类事件时，都有权采取必要的措施，根据联合国宪章，任何外国都无权干涉别国内政。[117]
- 塞内加尔：7月25日塞内加尔国民议会议长阿卜杜勒·阿齐兹·恩达乌（法语：Abdoul Aziz Ndaw）说，任何国家的问题应该由它自己解决，塞内加尔决不干涉别国内部事务。[112]
- 辛巴威：７月３日津巴布韦执政的非洲民族联盟政治局委员、外交部长沙穆亚里拉表示，津巴布韦党和政府对中国平息反革命暴乱后的稳定形势感到高兴。他说，津巴布韦尊重中国的独立和主权，中国人民有权选择自己认为正确的道路和政策。8月3日津巴布韦总统罗伯特·穆加贝表示，津巴布韦支持中国采取的平息反革命暴乱的措施。[118]8月3日代理外交部长曼关迪说，津巴布韦完全理解中国反对外国干涉其内政所持的立场。8月4日议长穆塔萨说，他反对把中国国内问题列为９月间召开的第８２届各国议会联盟会议的补充议题。他说，会议无权讨论一个国家的内部事务。
- 安哥拉：8月6日，安哥拉外长范迪嫩（英语：Afonso Van-Dunem）称对中国政府采取果断措施平息反革命暴乱表示理解和支持。[119]
- 莫桑比克：8月9日，莫桑比克外长莫孔比（英语：Pascoal Mocumbi）称对中国国内平息反革命暴乱表示理解，对西方国家干涉中国内政表示愤慨。[120]
- ：8月21日索马里革命社会主义党副总书记哈基·默哈默德说，中国政府平息暴乱既及时又取得了良好的效果。他对中国政府取得的胜利表示祝贺。[121]
- ：8月25日科摩罗总统阿卜杜拉说，中国是一个主权国家，中国发生的事情是中国的内部事务，外国无权干涉。[122]
- 大阿拉伯利比亚人民社会主义民众国：9月4日利比亚二号领导人阿卜杜勒·萨拉姆·贾卢德（英语：Abdessalam_Jalloud）说，利比亚人对中国6月份平息反革命暴乱感到高兴。他说，第三世界国家对中国拒不向帝国主义者屈服、继续走自己所选择的道路而感到欣慰。贾卢德说，中国革命为世界人民树立了榜样。他希望利中两国的合作得到更快更好的发展。[123]
- 布吉納法索：9月6日，布基纳法索人民阵线主席、国家元首、政府首脑布莱斯·孔波雷高度评价了布中两国之间现有的友好合作关系，并对中国政府平息北京的反革命暴乱和迅速控制首都局势感到欣慰。[124]9月7日孔波雷说，平息暴乱完全是中国的内政。很重要的一点是，中国领导人勇于承认工作中的不足，同时，又坚持一个建设新社会的原则，那就是中共十一届三中全会制定的原则。
- 苏丹：9月12日，苏丹救国革命指挥委员会主席、政府总理巴希尔中将表示对中国政府平息反革命暴乱感到满意。[125]
- 剛果人民共和國：9月12日，刚果劳动党中央委员会书记处书记、新闻部长保罗·恩加特塞高度赞扬中国政府平息在北京发生的反革命暴乱。[125]
- 突尼西亞：9月24日突尼斯外长埃谢赫（法语：Abdelhamid Escheikh）表示对今年6月中国首都北京发生的事件表示理解，认为这完全是中国的内政，外国不应进行干涉。
- 利比里亚：10月2日与中华民国第一次复交，10月9日與中華民國簽署复交公報[96][100]，10月10日與中華人民共和國斷交。[126]利比里亚已于2003年同中华人民共和国复交。
- 马达加斯加：10月2日，马达加斯加总统迪迪埃·拉齐拉卡称，支持中国政府采取果断措施平息反革命暴乱，反对一些国家干涉中国的内政。他说，世界上没有哪国政府能够容忍一小撮暴徒在其首都制造旨在推翻政府的动乱达两个月之久。一些西方大国在这一过程中粗暴地干涉中国内政，并进行经济制裁，这是丧失理智的表现。他强调，中国的事应由中国政府去解决，不容别国干涉。[127]
- ：10月10日，塞拉利昂总统特使、第二副总统萨利亚·朱苏·谢里夫（英语：Salia Jusu-Sheriff）称，关于中国平息北京发生的反革命暴乱一事，这是中国的内政，中国政府和人民知道如何处理这一问题。不应干涉中国内政。[64]
- 奈及利亞：10月11日尼日利亚陆军参谋长（英语：Chief of Army Staff (Nigeria)）萨尼·阿巴查中将称，尼日利亚很高兴地看到中国政府成功地平息了有外国势力插手的那场动乱。[128]
- 卢旺达:10月19日卢旺达共和国总统、全国发展革命运动主席哈比亚利马纳说，中国政府平息北京反革命暴乱是中国的内部事务，任何别的国家不应该将自己的意愿强加给中国政府。[129]
- ：马里新闻媒介未播发过对中国政府不利的六四报道。在一些有关六四事件的国际会议上，马里代表总是支持中国政府。[130]

## 国际組織
- 联合国：6月5日，聯合國秘書長德奎利亚尔指事件令人極為沮喪，雖然聯合國憲章規定不應干涉各國司法權範圍內的事務，但他非常希望北京能保持最大克制。[131]

1989年8月7日至9月1日，联合国防止歧视和保护少数小组委员会（联合国人权委员会的一个下属机构）在日内瓦召开了第三十七次会议。本次会议是联合国相关机构自6月以来第一次正式讨论关于中国流血事件的一场会议。在8月31日，委员会以无记名投票方式通过了1989/5号决议。该决议决定对中国的情况予以关注，指出委员会将关注发生在北京的事件会对人权的发展有何影响。该决议有两个重点：
1. 请秘书长向人权委员会提交关于除了中国政府提供之外的所有可靠信息来源；
2. 呼吁中国当局停止镇压相关示威者，特别是在剥夺他们的自由上。[133]

1989年12月1日，时任中国常驻联合国代表李鹿野指责该小组委员会的1989/5号决议是“对中国内政的粗暴干涉。”李还表示，中华人民共和国外交部于9月2日发表声明，庄严宣告中国政府对决议的坚决反对，并认为它是非法、无效的。
- 世界銀行：6月12日，世界銀行原定於13日討論向北京提供2.3億美元的新貸款，但因應局勢而延期討論。

- 歐洲共同體（歐盟前身）：6月5日歐洲共同體執行委員會：「對於痛受折磨的北京人民遭到鎮壓表示遺憾」，並指要是中國改革夭折，中歐合作可能永久性受影響，並取消預定6月6日舉行的中國聯合委員會的高級磋商會議。6日，共同體12個成員國發表公報，強烈譴責武力鎮壓，對「悲劇極度震驚」，指「嚴重的動亂仍在繼續」，呼籲「中國停止以武力對付北京和全國手無寸鐵的老百姓，立即尋求和平解決辦法」，宣布中斷中國與共同體的貿易。欧共体亦计划在联合国难民署进行动议，以谴责中国的人权纪录。[136][137]27日，歐洲共同體首腦會議通過制裁中國，措施包括：

1. 在適當的國際機構內提出中國的人權問題；要求獨立觀察員能參加審判和探望犯人；
2. 停止成員國與中國的軍事合作和實行武器禁運；
3. 中斷雙邊部長級和高層接觸；
4. 推遲共同體與中國的新合作計劃；
5. 文化、科學和技術合作計劃僅限於在有利改善目前狀況的行動；
6. 成員國延長中國學生的簽證；
7. 推遲批出新貸款。